# 荒川村 (岐阜県)
荒川村（あらかわむら）は、かつて岐阜県不破郡にあった村である。
現在の大垣市荒川町などに該当する。

## 歴史
- 1889年（明治22年）7月1日 - 町村制により荒川村が発足。
- 1897年（明治30年）4月1日 - 静里村、久徳村、中曽根村、桧村と合併し、静里村が発足。同日荒川村は廃止。